# بمب‌افکن (فیلم ۱۹۴۱)
«بمب‌افکن» (انگلیسی: Bomber (1941 film)) فیلمی در ژانر مستند است که در سال ۱۹۴۱ منتشر شد.